# ورزشگاه آرنا آمازونیا
آرنا آمازونیا (به پرتغالی: Arena da Amazônia) ورزشگاهی در شهر مانائوس در کشور برزیل است.
این ورزشگاه در سال ۲۰۱۰ در زمین ورزشگاه ویوالداو شروع به ساخت و مخصوص جام جهانی فوتبال ۲۰۱۴ طراحی شده است و ۴۲٬۳۷۴ نفر ظرفیت دارد.